# Investitur des Zimri-Lim

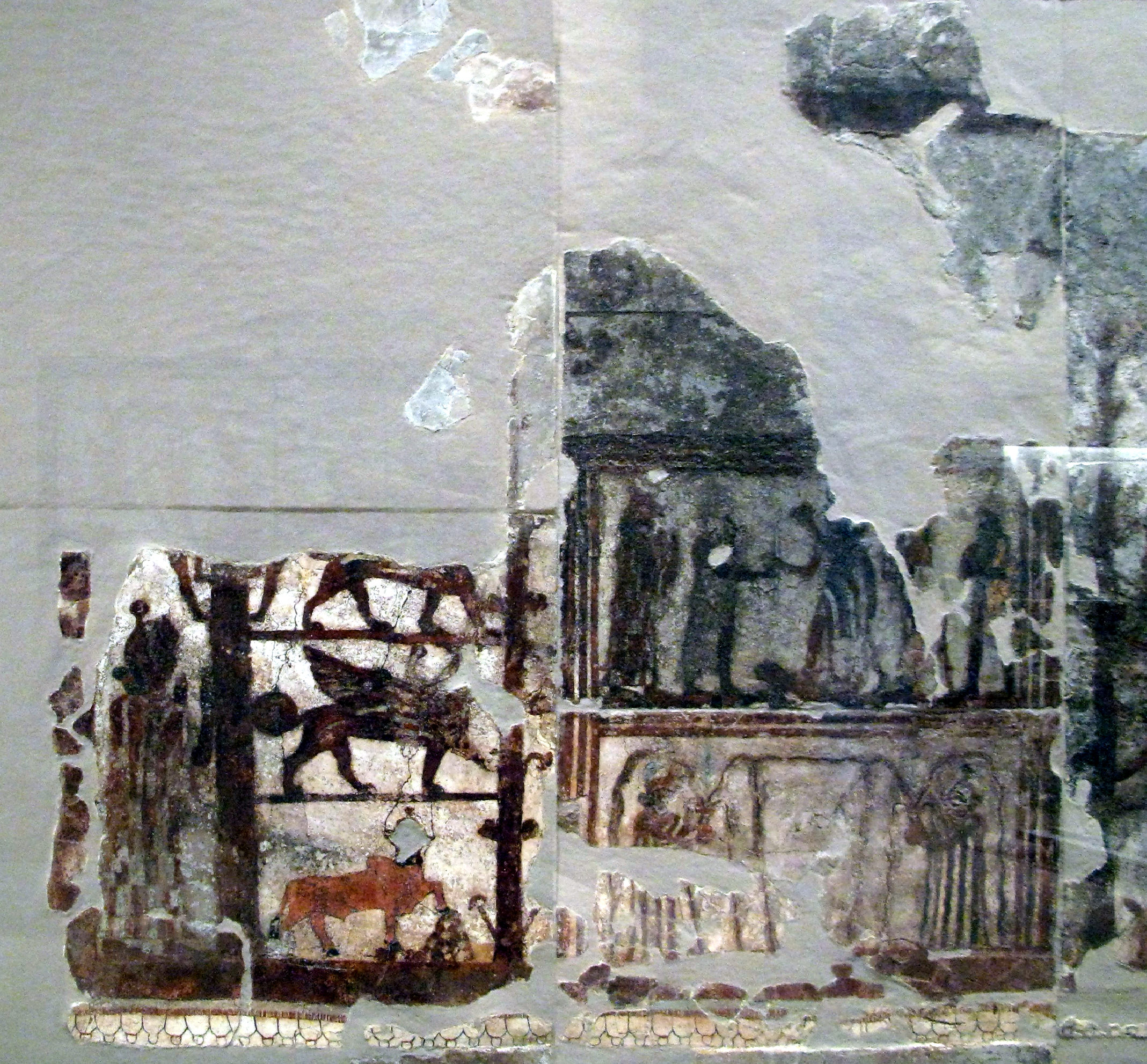
Wandgemälde im Louvre

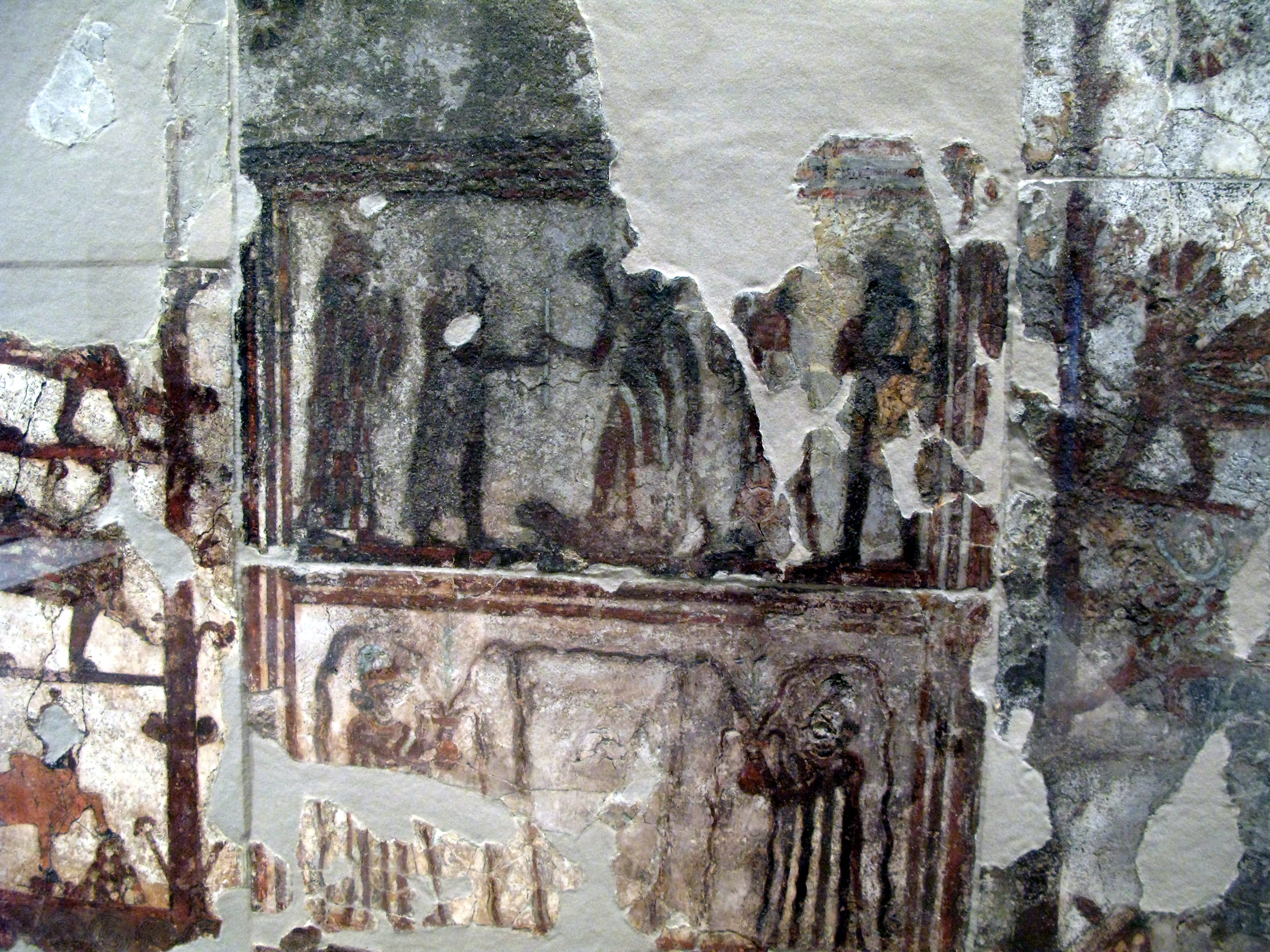
Teil des Wandgemäldes

Als Investitur des Zimri-Lim wird ein um 1770 bis 1760 v. Chr. entstandenes Wandgemälde aus dem Palast des Zimri-Lim in Mâri im heutigen Syrien bezeichnet. 
Das Bild befindet sich heute im Département des Antiquités orientales des Louvre in Paris (Inventar-Nr. AO 19826). Es handelt sich dabei um die einzige in situ gefundene Malerei in Mâri, die dort auf den Lehmputz einer Südwand des großen Palasthofes bei den französischen Ausgrabungen von André Parrot 1935/36 gefunden wurde. Es verwendet die Farben Rot, Orange, Gelb, Blau, Grün, Weiß und Schwarz und war vermutlich eine jüngere Fassung eines noch älteren Gemäldes. Es handelt sich um eine Tempera-Malerei.
Die Bildfläche ist in mehrere Friese unterteilt. Zwei Hauptmotive befinden sich in der Mitte, wobei das untere zwei wassersprudelnde Göttinnen, das obere die Adoration der Göttin Ištar durch Zimrī-Lim, begleitet von zwei Lamma-Gottheiten zeigt. Das obere Fries wurde immer wieder als Investiturszene angesprochen, da es den König in einer Geste zeigt, die als Annahme von Herrschaftsinsignien gedeutet werden könnte. Er zeigt eventuell die Einsetzung des altbabylonischen Königs von Mari Zimri-Lim. Neben den Szenen in der Mitte sind vier Bäume, davon zwei Dattelpalmen, sowie Mischwesen dargestellt. Der Dekor des gemalten Bildrahmens erinnert dabei an Troddeln und Fransen, so dass hier eventuell auch Wandteppiche als Vorbild gedient haben könnten.